# Campionati mondiali di judo maschile 1961
I Campionati mondiali di judo 1961 si sono svolti al Palais Pierre de Coubertin di Parigi (Francia) il 2 e 3 dicembre 1961.
Alla III edizione dei mondiali parteciparono 57 atleti in rappresentanza di 25 nazioni.
La competizione, senza categorie di peso, prevedeva fino a tre atleti per nazione, suddivisi in quattro poules. La durata dei combattimenti era di 6 minuti per la fase eliminatoria, 10 minuti per le semifinali e fino a 20 minuti per la finale.
Vincitore dei mondiali fu l'olandese Anton Geesink, il primo a superare i giapponesi.
Geesink sconfisse i nipponici Kaminaga e Koga, detronizzò in finale Sone, campione in carica dal 1958.
La nazionale italiana, guidata da Maurizio Genolini, fece la sua prima apparizione ad un mondiale con Nicola Tempesta, Remo Venturelli (quinto posto) e Gino Zanchetta.

## Risultati

### Uomini
Di seguito i medagliati di questa edizione:
| Evento | Oro           | Argento   | Bronzo                   |
| Open   | Anton Geesink | Koji Sone | Takeshi Koga Kim Eui-tae |

### Medagliere
| Posizione | Paese         | Oro | Argento | Bronzo | Totale |
| --------- | ------------- | --- | ------- | ------ | ------ |
| 1         | Paesi Bassi   | 1   | 0       | 0      | 1      |
| 2         | Giappone      | 0   | 1       | 1      | 2      |
| 2         | Corea del Sud | 0   | 0       | 1      | 1      |